# Silnice I/58
Silnice I/58 je silnice I. třídy spojující města Rožnov pod Radhoštěm a Ostravu. Původně silnice vedla až do Bohumína ke státní hranici s Polskem, ale po roce 2010 byla poslední část silnice nahrazena dálnicí D1 a silnicí I/67. Měří 47,276 km.

## Vedení silnice

### Zlínský kraj

#### Okres Vsetín
- Rožnov pod Radhoštěm, křížení s I/35 a III/48611
- Horní Paseky
- Ve Dvoře
- Pindula (4,506)

### Moravskoslezský kraj

#### Okres Nový Jičín
po 1,950 km
- Buzkovice, křížení s III/4866 (3,715)
- Bartošky
- Frenštát pod Radhoštěm, křížení a peáž s II/483 (1,091)
  - konec peáže s II/483 (2,991)
- Valcha
- Strážka
- Lichnov, křížení s III/4865 (0,842)
- křížení s III/4864 (2,129)
- Vlčovice
  - křížení s II/486 (2 ,693)
- Lubina, křížení s II/480 a III/4824 (3,350)
- Drnholec, nyní součást Lubiny
- Příbor
  - křížení s III/48012, III/04823, III/04827 a III/04825 (celkem 1,199)
  - MÚK s I/48 (1,403)
- Skotnice, křížení s III/4828 a III/4808 (0,733)
- křížení s II/464 (1,681)
- křížení s III/4809 (1,004)
- Malá Strana
- Mošnov, křížení s III/480x (0,594)
  - křížení s III/48016 k letišti (1,331)
- Petřvald, křížení s III/4808 (1,022)
  - křížení s III/4806 (2,101)

#### Okres Frýdek-Místek
úsek 0,188 km
- křížení s III/4808 (0,443)
- křížení s III/4787 (1,290)
- Stará Ves nad Ondřejnicí, křížení s III/48615 (2,367)
- Světlov, křížení s III/4803 (0,491)
- Starý Dvůr, křížení s III/4841 (0,592)
  - křížení s II/486 (0,046)

#### Okres Ostrava-město
- Nová Bělá, křížení s II/478 (4,253)
- Ostrava-Dubina, začátek čtyřpruhového vedení
- Ostrava-Hrabůvka, MÚK s I/11

Po dokončení dálnice D1 byla doprava, pokračující dále do Bohumína převedena a silnice I/58 ukončena na křižovatce s I/11.

### Původní trasa silnice I/58, nyní sloužící jakosilnice II/647

#### Okres Ostrava-město
- Ostrava-Hrabůvka, MÚK s I/11
- Ostrava-Zábřeh, MÚK s III/4878
- Mariánské Hory a Hulváky, křížení s II/479
- Mariánské Hory, křížení s III/0581
  - křížení s I/56,
- Ostrava-Hrušov, křížení s II/477 a II/470
- Petřkovice, křížení s III/01135

#### Okres Karviná
- Vrbice
- Pudlov, křížení s III/46816
- Bohumín, křížení s I/67, konec silnice II/647, Obchvat Skotnic

### Původní trasa silnice I/58, nyní sloužící jakosilnice I/67

#### Okres Karviná
- Bohumín, křížení s II/647
- Bohumín, křížení s dálnicí D1
- hraniční přechod do Polska, pokračuje v Polsku jako silnice 78

## Modernizace silnice
| Číslo | Název                             | Délka  | Kategorie | Zahájení výstavby | Uvedení do provozu | Křižovatky |
| ----- | --------------------------------- | ------ | --------- | ----------------- | ------------------ | ---------- |
| T69   | Mošnov – obchvat                  | 3,3 km | 11,5/80   | 10/2022           | 06/2024            |            |
| T70   | Příbor – Skotnice                 | 3 km   | 11,5/80   | 06/2017           | 12/2020            |            |
| T71   | Příbor – obchvat                  | 8 km   | 11,5/80   | 02/2009           | 11/2011            |            |
| T86   | Frenštát pod Radhoštěm – Vlčovice | 4,8 km | 9,5/90    | plánováno 2028    | plánováno 2031     |            |

## Související silnice III. třídy
- III/0581 Mariánské Hory – Ostrava-Přívoz, křížení s I/56